# NGC 7674A
NGC 7674A (również PGC 71505) – galaktyka spiralna znajdująca się w gwiazdozbiorze Pegaza. Znajduje się w odległości około 400 milionów lat świetlnych od Ziemi. Galaktyka ta jest galaktyką towarzyszącą NGC 7674, razem stanowią one obiekt Arp 182 w Atlasie Osobliwych Galaktyk, ponadto wchodzą też w skład zwartej grupy Hickson 96 (HCG 96).